# Loxosceles vonwredei
Espèce
Loxosceles vonwredei est une espèce d'araignées aranéomorphes de la famille des Sicariidae.

## Distribution
Cette espèce est endémique de Namibie.

## Publication originale
- Newlands, 1980 : A new spelaean species of Loxosceles (Araneae: Sicariidae). Journal of the Entomological Society of Southern Africa, vol. 43, p. 367-369.